# Масленнікова Алла Анатоліївна
Алла Анатоліївна Масленнікова (нар. 1 січня 1967 (за іншими даними 1 січня 1970), м. Бердянськ Запорізької області, Української РСР) — українська актриса театру і кіно.

## Походження та навчання
Алла Масленнікова у 1988 році закінчила Воронезький інститут мистецтв (курс В. С. Сісікіна).

## Творчість
З 1988 року вона актриса Київського академічного театру драми і комедії на лівому березі Дніпра.

### Ролі у театрі
Театр драми і комедії на лівому березі Дніпра
- Світлана — «Провінціалки» Ярослава Стельмаха, 1988;
- Лінн — «Bonna fide» («Прищучив») Б. Кіффа (1989);
- Дружина сержанта — С. Мрожека «Поліція» (1989);
- Дівчина — Едварда Радзинського «Вб'ємо чоловіка!» (1990);
- Жінка в таверні — за романом Р. Л. Стівенсона «Острів скарбів» (1990);
- Зіна — А. Салинського «Сьогодні я стану жінкою» (1990);
- Едіт — Н. Коуард «Нічний сеанс» (1991);
- Ольга — М. Коляди «Мурлін Мурло» (1991);
- Естель — «Флоранс була шатенкою» за п'єсою Ж.-П. Сартра «За зачиненими дверима» (1991);
- Варка — Івана Карпенка-Карого «Чарівниця» (1993, реж. Д. Богомазов);
- Принцеса — С. Ципіна «Каприз принцеси» (1993);
- Героїня — В. Іванова «Біс … кінцева подорож» (1994);
- Стелла — Т. Вільямса «Трамвай „Бажання“» (1994);
- Еліза — «Гра про закоханого лихваря» за п'єсою Ж.-Б. Мольєра «Скупий» (1995);
- Олівія — Вільяма Шекспіра «Що завгодно або 12 ніч» (1995, реж. Д. Богомазов);
- Едіт фон Берг — «Бранець королеви» за п'єсою Ж. Кокто «Двоголовий орел» (1996);
- Надія Адаменко — Ф. Сологуба «Дрібний біс» (1997, реж. Ю. Одинокий);
- Служниця — Томаса Манна «Обманута» (1997);
- Лія — «Ти, кого любить душа моя» за п'єсою Н. Птушкіної «Овечка» (1998);
- Мешканка села — Ф. Кроммелінка «Рогоносець» (1998);
- Емілія — В. Шекспіра «Венеціанський мавр» («Отелло») (1998, реж. Ю. Одинокий);
- Маріанна — А. де Мюссе «Примхи Маріанни» (1999);
- Ліза — Федора Достоєвського «Вічний чоловік» (1999);
- Дарина — «Нехай Одразу двох не любити» за п'єсою Михайла Старицького «Ой, не ходи, Грицю…» (2000, реж. Н. Яремків);
- Поппі Нортон — «Глядачі на спектакль не допускаються» за п'єсою М. Фрейна «Театр» (2001, реж. Ю. Одинокий);
- Текле Іванівна — Миколи Гоголя «Одруження» (2002);
- Дороті Дебні — «Брешемо чисту правду» за п'єсою Х. Бергера «Ще один Джексон» (2003, реж. В. Айдіна);
- Місіс Гібс — Т. Уайлдера «Наше містечко» (2004, реж. Л. Зайкаускас);
- Бєляєва — «Голубчики мої!..» за творами Ф. Достоєвського і А. Володіна (2006, реж. Ю. Погребничко);
- Вона — «Дні пролітають зі свистом» за п'єсою М Коляди «Стара зайчиха» (2008, реж. К. Холоднякова);
- Королева Єлизавета — В. Шекспіра «Річард III» (2008).
- Лізавета Богданівна — «Сезон любові» (Вище благо на світі…) за п'єсою Івана Тургенєва
- «Місяць у селі», 2011

Театр «Актор»
- Аліса — Ф. Дюрренматта «Граємо Стріндберга» (1995).

### Ролі в кіно
- 2020 — Три сестри
- 2019 — Сурогатна мати — епізод
- 2019 — Серце матері
- 2019 — Референт — Інга
- 2019 — Дорога додому — епізод
- 2018 — Обман — Ірина
- 2018 — Ніщо не трапляється двічі — Лідія Миколаївна
- 2018 — За три дні до кохання
- 2017 — Покоївка — Марія
- 2017 — Вибираючи долю — Інга Олексіївна, мати Віктора
- 2017 — Все ще буде — Лаура, однокласниця Петра
- 2016 — Запитайте у осені — Галина, сестра Олени
- 2016 — Підкидьки — Ельза Вікторівна, перша дружина Грановського
- 2016 — На лінії життя — Городоцька, мати Асі
- 2016 — Вчора. Сьогодні. Назавжди — Ірина Денисівна, мати Дениса
- 2015 — Два плюс два — Юлія Юріївна
- 2014 — Поки станиця спить — мати Мухи
- 2013 — Поцілунок! — Олена
- 2012 — Лист очікування — Міла Анатоліївна Зубкова, мати Олени (9-я серія)
- 2012 — Жіночий лікар — Інна Костянтинівна Сафонова, дружина мера (1-а серія «Божевільна ніч»)
- 2012 — Дорога в порожнечу — Лея Карлівна Зуйкова, теща Гліба
- 2012 — Джамайка — Євгенія Олександрівна, дружина генерала Семашко, мати Габі і Марго
- 2010 — Непрухи — Альбіна
- 2010 — Маршрут милосердя — дружина Васі (1-а серія «Знайомство»)
- 2010 — Віра Надія Любов — епізод (в титрах — А. Масленнікова)
- 2009 — Дві сторони однієї Анни — Віра Миколаївна
- 2008 — За все тобі дякую-3 — Зоя Павлівна
- 2008 — Велика різниця — Мальвіна Аскольдівна
- 2008 — Альпініст — Діана В'ячеславівна, мама Марини
- 2007 — Садівник — Алла
- 2007 — Дні надії — Галина Вікторівна, директорка інтернату
- 2007 — Колишня — Світлана
- 2006 — Про це краще не знати — Тетяна Сергіївна, менеджерка агентства «Гіменей»
- 2006 — Квартет для двох — Олена, дружина Євгена (головна роль)
- 2006 — Диявол із Орлі — Анастасія Голон-Юсупова (головна роль)
- 2006 — Будинок-фантом у придане — Алла Рудольфовна, криміналіст-експерт
- 2006 — Аврора, або Що сниться сплячій красуні — лікар Лариса Іванівна
- 2005 — Летюча миша — Емма
- 2005 — Непрямі докази — Шацька
- 2005 — Жіноча інтуїція 2 — Інга, подруга Даші, тренер з фітнесу (головна роль)
- 2004 — Вбий мене! Ну, будь ласка — дружина Перепьолкіна
- 2004 — Жіноча інтуїція — Інга, подруга Даші, тренер з фітнесу
- 2004 — За два кілометри від Нового року
- 2003 — Снігове кохання, або Сон у зимову ніч — Ольга
- 2003 — Леді Мер — Монастирська
- 2002 — Голубий місяць (Blue Moon; Австрія, Швеція)
- 2002 — Ледарі — коханка Юриса
- 2000 — Чарівниця (фільм-спектакль) — Варвара (головна роль)
- 1994 — Шосту годину останнього тижня любові (короткометражний)
- 1992 — Ну, ти й відьма… — епізод

## Родина
- Чоловік Олег Масленніков — актор театру і кіно Київського академічного театру драми і комедії на лівому березі Дніпра;
- донька Катерина — студентка Київського національного університету культури і мистецтв.